# Smycket
Smycket är en del i episodfilmen Stimulantia från 1967. Den bygger på novellen "La parure" av Guy de Maupassant. 

## Handling
Episoden utspelar sig i slutet av 1800-talet. Mathilde Hartman önskar saker i livet som hennes make, en lågavlönad tjänsteman, inte kan ge henne. 
En dag blir de bjudna på bal och Mathilde får av en rik väninna låna ett vackert halssmycke. Mathilde njuter av aftonen till fullo men när paret återvänt till sin blygsamma bostad så upptäcker de att smycket är borta. De letar överallt men kan inte finna det. 
Istället för att berätta vad som har hänt så ersätter de smycket med ett liknande så att väninnan inte ska misstänka något. Men avbetalningarna kostar dem många år av försakelser och hårt slit med extra arbeten. Det är ett högt pris de betalar. Stolta och stiliga Mathilde åldras i förtid.
Efter tio år träffar Mathilde åter igen sin väninna, som hon inte har velat träffa på grund av hela historien. Mathilde får nu veta att det ursprungliga smycket bara var en värdelös imitation.

## Rollista
- Ingrid Bergman - Mathilde Hartman
- Gunnar Björnstrand - Paul Hartman, hennes man
- Gunnel Broström - Jeanette Ribbing
- Hans Olivecrona - Jeanettes son